# Twan van Rijn
Twan van Rijn (2003) is een Nederlandse atleet, die is gespecialiseerd in de meerkamp. In 2023 en 2024 werd hij tweede op het Nederlands kampioenschap atletiek.

## Loopbaan
Van Rijn begon op vijfjarige leeftijd met atletiek bij AAV '36 uit Alphen aan den Rijn. Als tiener specialiseerde hij zich in de tienkamp en het polstokhoogspringen. Hij behaalde hierop meerdere podiumplekken op Nederlandse kampioenschappen. Op de tienkamp haalde hij ook twee keer een zilveren plak op het Nederlands kampioenschap voor senioren. In 2024 deed hij dat met een persoonlijk record van 7415 punten.

## Prestaties
NK Meerkamp
| Jaar | Discipline | Positie | Score     |
| ---- | ---------- | ------- | --------- |
| 2023 | Tienkamp   | Zilver  | 7182 p    |
| 2024 | Tienkamp   | Zilver  | 7415 p PR |
| 2025 | Tienkamp   | Brons   | 7279 p    |

## Statistieken

### Persoonlijke records
Outdoor
| Discipline           | Prestatie | Wind (m/s) | Datum        | Plaats     |
| -------------------- | --------- | ---------- | ------------ | ---------- |
| 100 m                | 11,00 s   | + 0,6      | 28 juni 2024 | Hengelo    |
| 200 m                | 22,69 s   | + 0,2      | 7 mei 2023   | Hoofddorp  |
| 400 m                | 48,23 s   |            | 5 juli 2025  | Assen      |
| 1500 m               | 4.32,29   |            | 29 mei 2023  | Amstelveen |
| 110 m horden         | 14,65 s   | + 0,0      | 6 juli 2025  | Assen      |
| 400 m horden         | 53,93 s   |            | 1 juni 2025  | Amsterdam  |
| hoogspringen         | 1,80 m    |            | 28 juni 2024 | Hengelo    |
| polsstokhoogspringen | 5,01 m    |            | 12 juli 2025 | Heerde     |
| verspringen          | 6,88 m    | + 1,7      | 8 juli 2023  | Best       |
| kogelstoten          | 12,33 m   |            | 25 juni 2022 | Apeldoorn  |
| discuswerpen         | 35,07 m   |            | 30 juli 2023 | Breda      |
| speerwerpen          | 58,28 m   |            | 9 juli 2023  | Best       |
| tienkamp             | 7415 pnt  |            | 29 juni 2024 | Hengelo    |

Indoor
| Discipline  | Prestatie | Datum           | Plaats    |
| ----------- | --------- | --------------- | --------- |
| 60 m        | 7,07 s    | 3 februari 2024 | Apeldoorn |
| 1000 m      | 2.42,01   | 4 februari 2024 | Apeldoorn |
| 60 m horden | 8,23 s    | 4 februari 2024 | Apeldoorn |
| zevenkamp   | 5415 pnt  | 4 februari 2024 | Apeldoorn |

### Opbouw PR meerkamp en potentie op basis van PR's
In de tabel staat de uitsplitsing van het persoonlijk record op de tienkamp. In de kolommen ernaast staat ook het potentieel record, met alle persoonlijke records op de losse onderdelen en de bijbehorende punten.
|              | Uitsplitsing PR | Uitsplitsing PR | Uitsplitsing PR |              | Potentieel record | Potentieel record |
| Onderdeel    | Prestatie       | Wind (m/s)      | Punten          | Pers. record | Punten            |                   |
| ------------ | --------------- | --------------- | --------------- | ------------ | ----------------- | ----------------- |
| 100 m        | 11,00 s         | + 0,6           | 861             | 11,00        | 861               |                   |
| verspringen  | 6,79 m          | + 0,2           | 764             | 6,88 m       | 785               |                   |
| kogelstoten  | 11,78 m         |                 | 593             | 12,33 m      | 626               |                   |
| hoogspringen | 1,80 m          |                 | 627             | 1,80 m       | 627               |                   |
| 400 m        | 48,89 s         |                 | 866             | 48,23 s      | 898               |                   |
| 110 m horden | 14,73 s         | + 1,9           | 882             | 14,65 s      | 892               |                   |
| discuswerpen | 33,55 m         |                 | 535             | 35,07        | 565               |                   |
| polshoog     | 4,94 m          |                 | 892             | 5,01 m       | 901               |                   |
| speerwerpen  | 55,26 m         |                 | 667             | 58,28 m      | 712               |                   |
| 1500 m       | 4.32,61         |                 | 728             | 4.32,29      | 730               |                   |
| Puntentotaal |                 |                 | 7415            |              | 7609              |                   |

## Erelijst

### 60 m horden indoor
- 2024: 8e NK indoor - 8,27 s (in finale, 8,25 s in serie)
- 2025:  NSK indoor - 8,31 s

### 110 m horden
- 2021: 4e NK U20 - 15,07 s
- 2023:  NSK baan 15,05 s

### Polshoogspringen
- 2018:  NK U16 - 3,40 m
- 2019:  NK U18 - 4,20 m
- 2020:  NK indoor U18 - 4,30 m
- 2021: 4e NK U20 - 4,35 m
- 2022:  NK U20 - 4,11 m
- 2023:  NSK baan 4,51 m
- 2025:  NSK indoor - 4,80 m
- 2025:  NK - 4,88 m

### Zevenkamp indoor
- 2020: 5e NK indoor U18 - 4880 pnt
- 2022: 4e NK indoor U20 - 5000 pnt
- 2023: 7e NK indoor - 5086 pnt
- 2024: 5e NK indoor - 5415 pnt[4]
- 2025: 6e NK indoor - 5314 pnt

### Tienkamp
- 2021:  NK U20 - 6307 p
- 2022: 4e NK U20 - 6878 p
- 2022: 6e NK - 6995 p
- 2023:  NK - 7182 p
- 2024:  NK - 7415 p
- 2025:  NK - 7279 p